# Список объектов всемирного наследия ЮНЕСКО в Вануату
В списке Всеми́рного насле́дия ЮНЕ́СКО в Респу́блике Вануа́ту значится 1 наименование (на 2012 год), это составляет 0,1 % от общего числа (1248 на 2025 год). Единственный объект включен в список по культурному критерию. Кроме этого, по состоянию на 2012 год, 5 объектов на территории Вануату находятся в числе кандидатов на включение в список всемирного наследия. Республика Вануату ратифицировала Конвенцию об охране всемирного культурного и природного наследия 13 июня 2002 года. Единственный объект, находящийся на территории Вануату был занесён в список в 2008 году на 31-й сессии Комитета всемирного наследия ЮНЕСКО.

## Список
В данной таблице объекты расположены в порядке их добавления в список всемирного наследия ЮНЕСКО.
| # | Изображение | Название                                                  | Год внесения в список | Время создания | Местоположение                                | №    | Критерии   |
| - | ----------- | --------------------------------------------------------- | --------------------- | -------------- | --------------------------------------------- | ---- | ---------- |
| 1 |             | Владения вождя Роя Маты (англ. Chief’s Roy Mata’s Domain) | 2008                  | XVII век       | Острова: Эфате, Лелепа, Арток Провинции: Шефа | 1280 | iii, v, vi |

## Предварительный список
В таблице объекты расположены в порядке их добавления в предварительный список. В данном списке указаны объекты, предложенные правительством Вануату в качестве кандидатов на занесение в список всемирного наследия.
| # | Изображение | Название | Год внесения в список | Время создания         | Местоположение                          | №    | Критерии      |
| - | ----------- | --- | --------------------- | ---------------------- | --------------------------------------- | ---- | ------------- |
| 1 |             | Яало, Апиало и священная география северо-востока острова Малекула (англ. Yalo, Apialo and the sacred geography of Northwest Malakula) | 2004                  | —                      | Остров: Малекула Провинции: Малампа     | 1971 | iii           |
| 2 |             | Затонувший лайнер «Президент Куилдж» (англ. SS President Coolidge)                                                                     | 2004                  | 1931 год               | Остров: Эспириту-Санту Провинции: Санма | 1972 | i, iii, iv, v |
| 3 |             | Охраняемая область Ватхе (англ. Vatthe Conservation Area)                                                                              | 2004                  | —                      | Остров: Эспириту-Санту Провинции: Санма | 1973 | vii, ix, x    |
| 4 |             | Озеро Летас (англ. Lake Letas) | 2004                  | —                      | Остров: Гауа Провинции: Торба           | 1974 | vii, ix, x    |
| 5 |             | Памятники древней культуры острова Урепарапара: Ноувон и Вотвос (англ. The Nowon and Votwos of Ureparapara)                            | 2005                  | Доисторические времена | Остров: Урепарапара Провинции: Торба    | 2057 | iii, iv, v    |